# Ombronesus
Ombronesus, monotipski rod pravih mahovina iz porodice Ptychomniaceae. Jedina priznata vrsta je O. chilensis, čileanski endem nekad uključivan u porodicu  Pylaisiadelphaceae i rodu Aptychella.

## Sinonimi
- Aptychella chilensis Herzog, bazionim

## Vanjske poveznice
- Musgos de Chile